# Дарданы
Дарданы (греч. Δάρδανοι) — в античной литературе данный термин либо означает то же, что троянцы, либо близкородственный им народ, также обитавший в Троаде на северо-западе Малой Азии. Название происходит от мифического героя Дардана, основателя города Дардания в Троаде. Власть в Троаде была разделена между этими двумя городами. Гомер проводил чёткое различие между этими двумя народами.

## Мифология
Согласно Гомеру, дарданы являются потомками Дардана, сына Зевса. Потомком Дардана был Эрихтоний — царь-пастух, владелец табунов лошадей. У Эрихтония родился Трос, у которого было три сына: Ил, Ассарак и Ганимед. От Ила родился Лаомедонт, а от того родился троянский царь Приам, сыном которого был Гектор. От Ассарака через Каписа и Анхиса ведет свой род Эней.
Пролив Дарданеллы назван по имени Дардана.

## Дарданы и троянцы

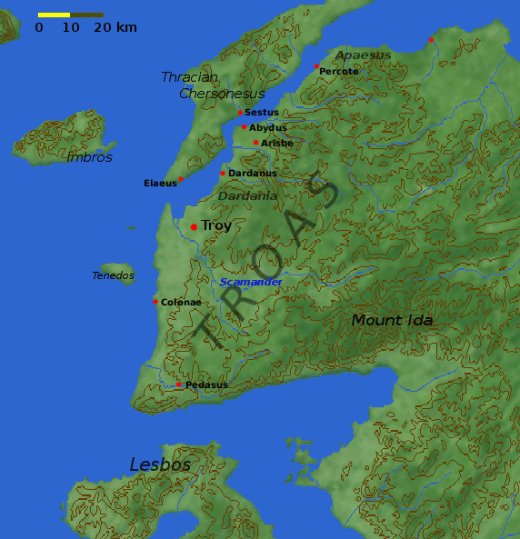
Троада

Царский дом Трои также был разделён на две ветви, дарданскую и троянскую (город последних назывался Троя, иногда — Илион). Дом дарданов (члены которого также назывались «дарданидами», потомками Дардана, Δαρδανίδες) был более старшим, чем дом троянцев, однако Троя со временем стала более могущественной. Эней именуется в «Энеиде» Вергилия то «дарданом», то «троянцем», хотя, строго говоря, Эней относился к дарданской ветви. Многие правители Рима претендовали на происхождение от Энея, от домов Трои и Дардана. Гомер также применял эпитет «дарданиды» (Δαρδανίδη) к Приаму и другим видным деятелям поэмы.
Гомер различал дарданов и троянцев в списке союзников Трои:

Храбрых троян Приамид, шлемоблещущий Гектор великий,

Всех предводил; превосходные множеством, мужеством духа,

С ним ополчилися мужи, копейщики, бурные в битве.

Вслед их дарданцам предшествовал сын знаменитый Анхизов,

Мощный Эней; от Анхиза его родила Афродита,

В рощах на холмах Идейских, богиня, почившая с смертным.

Он предводил не один, но при нём Акамас и Архелох:

Оба сыны Антенора, искусные в битвах различных.— Илиада, II, 816—821
И повторяет перечисление: «Слух преклоните, троянцы, дарданцы и рати союзных!»

## Происхождение
Этническая принадлежность дарданов, как и троянцев (тевкров), а также их язык остаются спорным вопросом. Остатки их материальной культуры указывают на тесную связь с лувийцами, контакты с другими народами Малой Азии, Фракией и ахейцами. Согласно Гомеру, их элита была смешанного происхождения, но в основном греческой, а римляне считали дарданов в целом греками.
Археологические находки более раннего периода (энеолит) на территории Троады указывают на сильное сходство с материальной культурой того же периода в Мунтении и Молдавии, как и с карпато-балканским регионом в целом. Предполагается, что изделия материальной культуры (керамика, статуэтки) были импортированы в Троаду и являются кукутенскими по происхождению.

## Дарданы и дарданцы
Существует вопрос о том, является ли случайным сходство названий дарданов и дарданцев, народа Адриатики.
Согласно Страбону, после поражения в троянской войне предводитель народа «энетов» Антенор с сыновьями и уцелевшими энетами спасся во Фракию и оттуда попал в Генетику (Энетику) на Адриатике. Поселился у реки Тимаво (Река). По рассказу Сервия, после войны с эвганеями и царем Белесом основал Патавий (современная Падуя) и учредил там игры. Место, где они высадились, зовётся Троей. Также считался родоначальником арвернов. В то же время, согласно Гомеру, Антенор был дарданом, а двое из его сыновей воевали в составе дарданского войска (см. выше). «Энеты» (адриатические венеты) и дарданцы в античный период были соседями в Адриатике, однако говорили на разных языках.

## Вариации названия
Гомер упоминает разные вариации данного названия:
- Δαρδανίδες[19], Δαρδανιώνες — троянцы в целом
- Δάρδανοι, Δάρδανιοι, потомки Дардана, но также троянские потомки Ассарака[19]
- Δαρδανίδες, потомки Дардана[3], мн. ч., иногда используется для женщин[20] в Энеиде
- Δαρδανίων
- Δαρδανιάων
- Δαρδανίδαο, сын Дардана[21]